# Sylvia-Yvonne Kaufmann
Sylvia-Yvonne Kaufmann (Berlin, 1955. január 23. –) német politikus és japanológus. Az érettségit követőben 1973 és 1979 között japanológiát tanult a berlini Humboldt Egyetemen. 1976-ban lett az NSZEP tagja. 1999 és 2009 az Európai Parlament tagja volt a Baloldali Párt (Die Linke) színeiben, majd 2004 és 2007 között az Európai Parlament alelnöki tisztét töltötte be.